# Chazine Anbar-e Ghadim
Chazine Anbar-e Ghadim – wieś w Iranie, w ostanie Azerbejdżan Zachodni, w szahrestanie Mijandoab. W 2006 roku liczyła 427 mieszkańców.